# Ботурчук, Оксана Александровна
Оксана Александровна Ботурчук (род. 12 сентября 1984, Никополь) — украинская легкоатлетка, Заслуженный мастер спорта Украины. Паралимпийская чемпионка 2008 года, восьмикратный серебряный и двухкратный бронзовый призёр летних Паралимпийских игр 2008, 2012, 2016, 2020 и 2024 года

## Биография
Родилась в Никополе в спортивной семье. Отец — мастер спорта СССР по самбо, мать — кандидат в мастера спорта по лёгкой атлетике, бегала спринт, так и отвела дочь к своему тренеру — Марине Афанасьевне Цицариковой. Младшая сестра Елена также занималась спортом вместе с Оксаной. Муж — Балабан Сергей Николаевич, МСМК по самбо и дзюдо, от него Ботурчук родила дочь Софию.
Из-за автомобильной аварии сильно ухудшилось зрение. Семья Ботурчук возвращалась от бабушки домой, в Никополь. Под Винницей случилось лобовое столкновение. В семье пострадали все, но самую большую травму получила Оксана. И до этого инцидента у неё были проблемы со зрением, а после аварии у неё случилась кратковременная полная потеря зрения. Позже зрение частично восстановилось. Сейчас у неё минус пять с половиной.
Ботурчук выиграла ряд международных турниров и была включена в состав сборной страны. Первым крупным турниром стал зимний чемпионат мира в Швеции (2006). Там она триумфировала в беге на 60 м, прыжках в длину и в беге на 400 м. В том же году в Нидерландах проходил летний чемпионат мира, и Ботурчук выиграла забеги на 100 и 200 м. Установила рекорды чемпионата и была близка к мировому рекорду.
В 2007 году её пригласили на Кубок мира, она выиграла забеги на 100 и 200 м, а осенью выиграла турнир в Чехии, в котором участвовали представители около 70 стран мира. Там Оксана побила два мировых рекорда на 100 и 200 м, но из-за отсутствия допинг-контроля рекорды не были засчитаны.
В начале мая 2008 года она в Англии снова стала победительницей в забегах на 100 и 200 м. В конце мая Оксана отправилась в Хорватию, где уже было много китайских спортсменов и также выступила довольно удачно. Затем были игры в Пекине. Она завоевала три медали: одну золотую на 100 м, серебро на 400 и 200 м. На 400 м она показала время 56,05 в предварительном забеге, а в финале — 55,88. Эти показатели превышают нормативы Мастера спорта Украины.

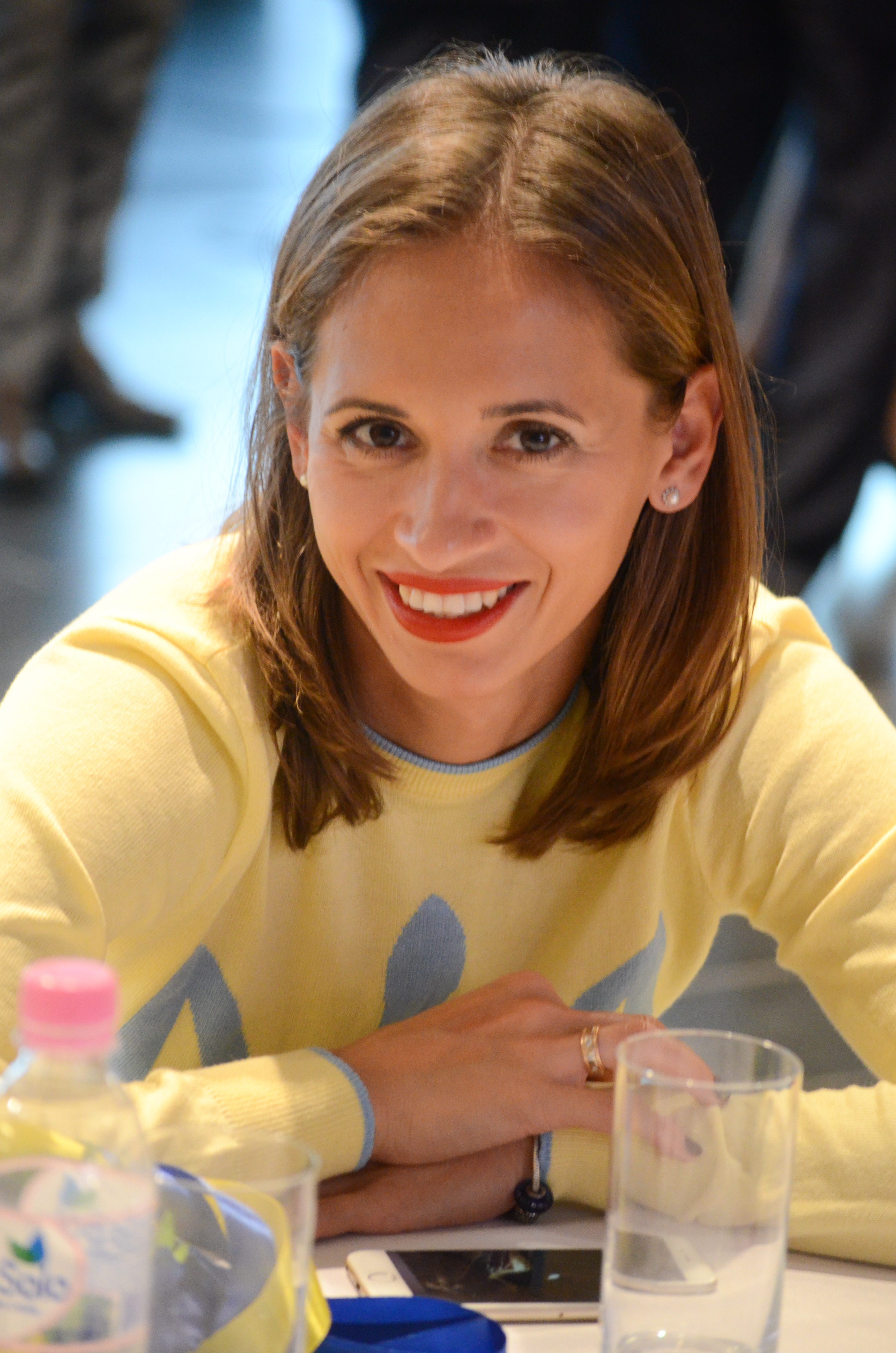
Ботурчук на встрече с Президентом по итогам Паралимпиады 2016

На Паралимпийском чемпионате мира по лёгкой атлетике 2019 года в Дубае, ОАЭ, завоевала две награды. 9 ноября завоевала серебряную награду в беге на 400 метров (категория Т12), а 12 ноября — бронзовую награду в беге на 200 метров (категория Т12). Гайдом был Никита Барабанов.
31 августа 2021 года на летних Паралимпийских играх 2020 в Токио Оксана завоевала серебро в соревнованиях бега на 400 метров в классе Т12. 2 сентября получила бронзу в забеге на 100 м, а 4 сентября получила серебро в эстафете на 200 м.
В сентябре 2024 года Ботурчук завоевала серебряную медаль в беге на 100 м на Паралимпиаде в Париже, показав результат 12,7 с. Также завоевала бронзу в беге на 400 метров вместе с гайдом Никитой Барабановым.
Занимается лёгкой атлетикой в Днепропетровском областном центре «Инваспорт».
Окончила факультет психологии Днепропетровского университета.
Кавалер Ордена «За заслуги» I степени (2016), II степени (2012), III степени (2008).
Кавалер ордена княгини Ольги II степени (2024) и III степени (2021).
22 июля 2021 года вышел художественный фильм «Пульс», посвящённый истории Оксаны Ботурчук. Её сыграла актриса Наталья Бабенко.
Супруг — Сергей Балабан, украинский самбист и дзюдоист, чемпион (2006) и серебряный призёр (2005) чемпионатов Украины по дзюдо, серебряный (2001, 2009) и бронзовый (2010) призёр чемпионатов Европы по самбо, бронзовый призёр чемпионата мира по самбо 2009 года, мастер спорта Украины международного класса по самбо и дзюдо.